# Metaplatybunus creticus
Metaplatybunus creticus is een hooiwagen uit de familie echte hooiwagens (Phalangiidae).